# Шенджий
Шенджий (рос. Шенджий; адиг. Щынджый) — аул у республіці Адигеї, піпорядкований Шенджийському сільському поселенню Тахтамукайського району.
Аул розташований за 17 км на південь від міста Краснодара.

## Історія
Аул заснований у 1860 році..
У 1898 році в Шенджию була відкрита побудована катеринодарським підприємцем, уродженцем аулу, Лю Траховим соборна мечеть — перша мечеть на Північному Кавказі, побудована з цегли. У будівлі цієї мечеті зараз розміщується фельдшерсько-акушерський пункт. Друга цегляна мечеть була побудована у 1912 році, не збереглася.
27 березня 1918 в аулу зустрілися і об'єдналися в боротьбі проти більшовиків сили добровольчої армії генерала Корнілова і загін капітана Покровського.

## Населення
Населення аулу за останні роки:
- 2002 — 2035[5];
- 2010 — 2000[6]:
- 2013 — 1979.